# 湯礼紅
湯　礼紅（とう れいこう、Tang Li Hong、女性）は、中国の柔道選手。階級は48kg級と52kg級。

## 人物
1991年に大阪で開催されたアジア選手権48kg級では初戦で田村亮子と対戦して、背負投と大外刈で有効2つを取って快勝すると、その後も勝ち進んで優勝した。しかし、1992年のバルセロナオリンピックには李愛月との代表争いに敗れて出場できなかった。福岡国際では田村と再戦すると、3分過ぎまで優勢に試合を進めながら終盤に払腰で一本負けを喫して3位だった。1993年に地元上海で開催された東アジア大会では決勝で田村と対戦すると、背負投で有効を取られて敗れた。アジア選手権では決勝で長井淳子を破って2連覇を果たした。しかし大会後のドーピング検査で、尿から筋肉増強剤などの使用を隠す作用を有する禁止薬物のフロセミドが検出されていたことが、1994年になって発覚した。そのためIJFから大会記録の抹消と2年間の出場停止処分を科せられることになった。復帰戦となった1995年のアジア選手権では準決勝で長井に大外刈の技ありで敗れて3位だった。1996年のアトランタオリンピックにはまたも李愛月との代表争いに敗れて出場できなかった。その後階級を52kg級に上げると、1997年の東アジア大会では3位、世界選手権では7位となった。2000年にはフランス国際で3位となるが、シドニーオリンピックには劉玉香との代表争いに敗れて出場できなかった。

## 主な戦績
48kg級での戦績
- 1991年 - アジア選手権　優勝
- 1992年 - 福岡国際　3位
- 1993年 - 東アジア大会　2位
- 1993年 - アジア選手権　優勝(後に失格)
- 1995年 - アジア選手権　3位

52kg級での戦績
- 1997年 - ドイツ国際　2位
- 1997年 - 東アジア大会　3位
- 1997年 - 世界選手権　7位
- 2000年 - フランス国際　3位